# 494 Virtus
494 Virtus
494 Virtus là một tiểu hành tinh ở vành đai chính. Nó được Max Wolf phát hiện ngày 7.10.1902 ở Heidelberg, và được đặt theo tên nữ thần Virtus trong thần thoại La Mã.